# Stijn Devillé

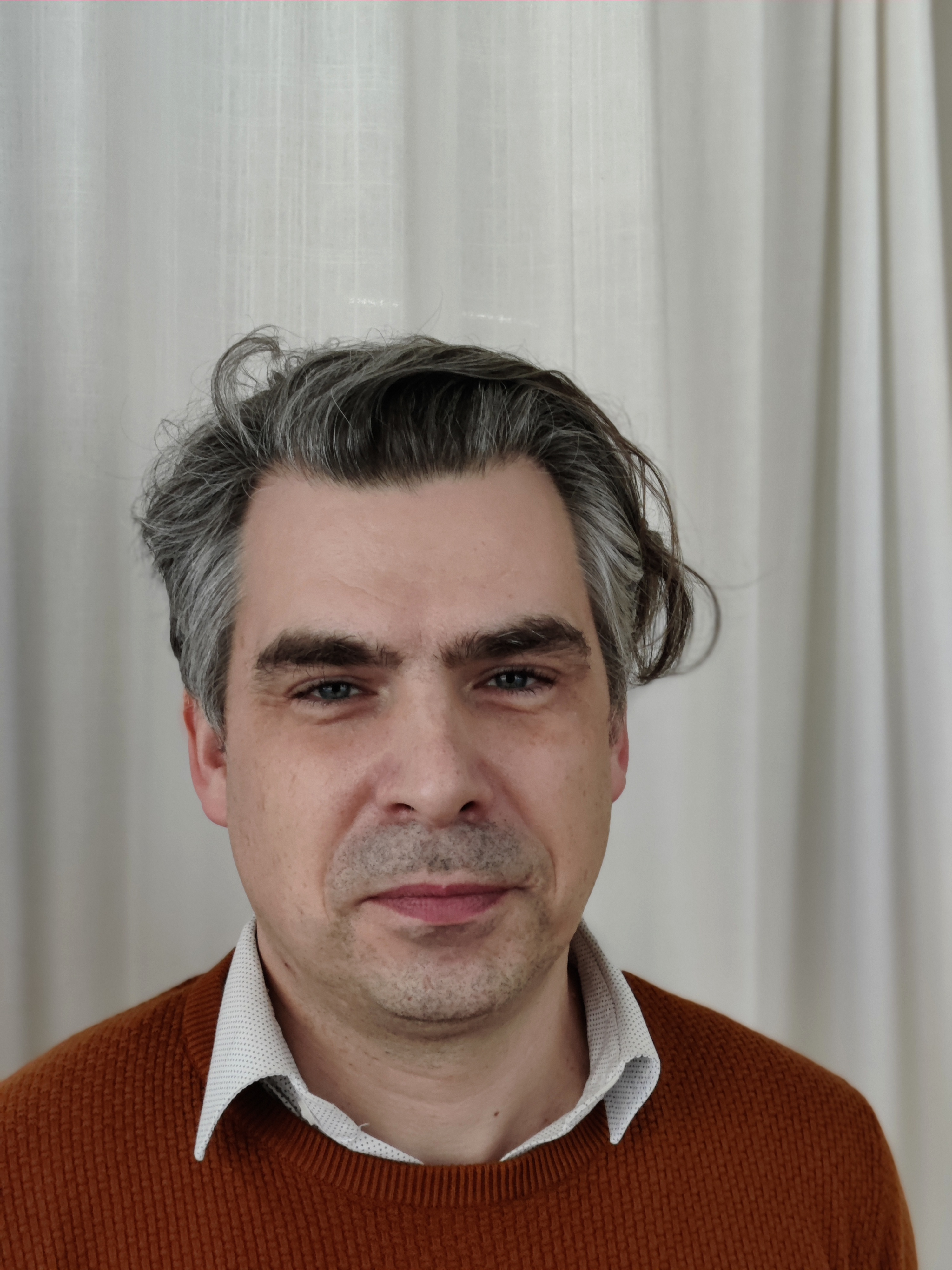
Stijn Devillé

Stijn Devillé (Turnhout, 1974) is een Vlaams theaterauteur en -regisseur. Hij studeerde Romaanse letteren en theaterwetenschap aan de KU Leuven en de Université d'Avignon en toneelregie aan het RITCS. Hij is directeur en artistiek leider van Het nieuwstedelijk, het stedentheater van Leuven, Hasselt en Genk en was oprichter van het Leuvense muziektheatergezelschap Braakland/ZheBilding dat in 2015 samenging met de queeste. Hij is Fellow van de Letterenfaculteit van de KU Leuven.
Zijn gezelschap Braakland/ZheBilding ontving in 2011 zowel de Vlaamse Cultuurprijs voor Podiumkunsten als de Tweejaarlijkse Cultuurprijs van de KU Leuven. In 2012 was Devillé met Braakland/ZheBilding curator van Theater aan Zee.
Zijn toneelwerk schrijft hij veelal in nauwe samenwerking met dramaturge Els Theunis. De teksten worden uitgegeven door De Nieuwe Toneelbibliotheek in Amsterdam en door Drei Masken Verlag in München (D). La Dissection d’un Homme Armé en Lev werden voor de VRT tot hoorspel bewerkt (Klara). Zijn werk wordt vertaald in het Engels, het Frans en het Duits, occasioneel ook in andere talen. 
In december 2009 won hij als auteur de prestigieuze Taalunie Toneelschrijfprijs met zijn stuk Hitler is dood. Het stuk was een coproductie tussen Braakland/ZheBilding en het Mechelse theatergezelschap 't Arsenaal. Het stuk werd inmiddels vertaald in het Duits, Frans, Engels en Russisch.
Voor Leni & Susan kreeg hij de publieksprijs op de Heidelberger Stueckemarkt in 2016. In 2017 kreeg Devillé de Vijfjaarlijkse Prijs van de Koninklijke Academie voor Nederlandse Taal- en Letterkunde (KANTL) voor podiumteksten voor zijn trilogie Hebzucht, Angst & Hoop. Na Tom Lanoye (2012) en David Van Reybrouck (2007) was Devillé de derde toneelauteur om deze prestigieuze prijs in ontvangst te nemen.
In 2020 kreeg Devillé van Schauspielhaus Graz de opdracht om een korte monoloog te schrijven die in coronatijden kon worden gespeeld: Buffering werd na de Oostenrijkse versie ook geproduceerd door Het Nationale Theater (Den Haag), waar Betty Schuurman de monoloog speelde, en door Het nieuwstedelijk, in een vertolking van Simone Milsdochter. Devillé stelde de tekst vrij ter beschikking van actrices en theaters die tijdens de lockdown toch theater wilden maken. De tekst werd vertaald in het Duits, Engels, Frans, Spaans, Hongaars, Deens, Turks, Farsi, Italiaans, Zweeds en Tamazight.
In 2021 schreef en regisseerde hij Vrede, Liefde & Vrijheid (Frieden, Liebe & Freiheit) in opdracht van Staatstheater Mainz, Theater im Bauturm (Keulen) en Het nieuwstedelijk. De productie speelde (met een dubbele cast) zowel in een Nederlandstalige als Duitse versie.

## Geschreven toneelwerken
- Mooie Jaren – 2023 (samen met Els Theunis)
- 9,6 (een verweer) – 2022
- Vrede, Liefde & Vrijheid – 2021
- Buffering – 2020
- Geel Hesje – 2019
- Gesprek met de regen – 2018
- Groupe Diane – 2016
- Hoop – 2015
- Leni en Susan – 2014
- Angst – 2013
- Hebzucht – 2012
- Hitler is dood – 2009
- Zoon – 2006
- Lev – 2004
- In Shatila – 2003
- La Dissection d’un Homme Armé – 2002
- Mitrajet – 2001
- Variaties – 1995

Samen met Adriaan Van Aken:
- Burgerman – 2006
- Immaculata – 2004
- Kaspar – 2003
- Vertigo – 2001

## Prijzen en nominaties
- 2009 - Taalunie Toneelschrijfprijs voor Hitler is dood
- 2011 - Vlaamse Cultuurprijs voor Podiumkunsten voor Braakland/ZheBilding
- 2011 - Tweejaarlijkse Cultuurprijs van de KU Leuven voor Braakland/ZheBilding
- 2013 - nominatie SABAM Award voor Hebzucht
- 2015 - nominatie Eurodram voor Hitler ist tot (beste stuk in Duitse vertaling)
- 2016 - PublikumsPreis Heidelberger Stückemarkt voor Leni & Susan
- 2017 - Vijfjaarlijkse Prijs van de Koninklijke Academie voor Taal- en Letterkunde voor Hebzucht, Angst & Hoop
- 2017 - nominatie SABAM Award voor Hoop
- 2018 - Leuven MindGate Cross-over Award voor Gesprek met de Regen
- 2021 - Eurodram voor Conversation with the Rain (beste stuk in Engelse vertaling)